# Karaś (województwo warmińsko-mazurskie)
Karaś – wieś w Polsce położona w województwie warmińsko-mazurskim, w powiecie iławskim, w gminie Iława.
W latach 1975–1998 miejscowość administracyjnie należała do województwa olsztyńskiego.
Karaś jest położony nad jeziorem Karaś, należącym do konwencji ramsarskiej, Rezerwat przyrody Jezioro Karaś. Karaś leży 6 km na południe od stolicy regionu Iławy. 
We wsi znajduje się parafia pod wezwaniem Najświętszego serca Pana Jezusa, która swoim zasięgiem obejmuje również okoliczne miejscowości (Radomek, Szeplerzyzna, Wikielec, Stradomno).

## Komunikacja
Przez miejscowość przebiega 1 linia komunikacji miejskiej ZKM Iława. Jest to linia nr 8 (Długa-Radomek).

## Związani z Karasiem
- Fritz Ketz (1903–1983) – niemiecki malarz